# Ожегов, Александр Иванович
Александр Иванович Ожегов (1871—1904) — русский архитектор в Перми. Имел чин титулярного советника.

## Биография
Александр Иванович Ожегов родился 8 июля 1871. В 1898 г. окончил курс Института гражданских инженеров императора Николая I, после чего был принят младшим гражданским инженером строительного отделения Пермского губернского правления.
В Перми по его проектам построены здания: Успенской церкви на старом Егошихинском кладбище, Вознесенской (Феодосиевской) церкви и Соборной мечети.
Умер 3 апреля 1904 года в возрасте 32 лет.

## Известные работы
- Успенская церковь (1900—1905, на старом Егошихинском кладбище)
- Вознесенская (Феодосиевская) (1904—1910)
- Соборная мечеть (1902)